# Степанёнки
Степанёнки — деревня в Кезском районе Удмуртской Республики, расположена в 15 км от села Кулига и в 50 км от районного центра — поселка Кез. До 1921 года Степаненки входили в Юсовскую волость Глазовского уезда Вятской губернии.

## Население
Основную массу населения деревни составляли русские — старообрядцы, пришедшие в эти места после реформ патриарха Никона в XVII веке. Жители деревни считаются потомками старообрядцев и называют себя кержаками.

## История
Старообрядцы на территории Верхокамья появились не позднее XVII века: впервые казенный починок Кулигинское Юсовской волости упоминается в «Ведомостях о селениях Вятской губернии» за 1802 год. Старожилы помнят, что их предки называли своей родиной Новгород, Архангельск, Москву. Некоторые утверждали, что они «казацкого роду» и поэтому носят фамилию Казаковы. Переселенцы селились в основном семьями или группами родственников, образуя скиты.
Около 1726 года все скиты в Вятской земле были разорены «Пальчиковым Василием Васильевичем казанским по ордеру от Осинского воеводы Романа Пеликова». Оставшиеся в живых старообрядцы селились в самых глухих лесах и труднодоступных местах. Так они оказались и у истока реки Камы.
Исследователи верхнекамского старообрядчества (Л. Д. Макаров, И. В. Поздеева, Г. Н. Чагин, А. В. Черных и др.) также находят сходство в культуре русского населения нашего района и населения Северо-Западного региона (Архангельской, Новгородской, Поморской земли). Кержаки считают, что их предки пришли из Архангельской губернии. Одним из аргументов их северно-русского происхождения является сохранившийся окающий говор (диалектное «оканье»). Как и старообрядцы Русского Севера, кержаки Кулиги и Степаненок тайно переписывали книги, отливали кресты и иконы вплоть до 30-х гг. XX века. Вполне возможно, что первые поселенцы пришли в край из Новгородской, Псковской и даже Московской губерний. Интересный факт говорит о том, что в Новгородской области до сих пор сохранились фамилии Гавшиных и Сабуровых, распространенные и в окрестностях Кулиги и Степанёнок. По другой версии, на удмуртскую землю пришли старообрядцы, проживавшие ранее на реке Керженец Нижегородской губернии, откуда они тоже были изгнаны, и часть беженцев пришла на Каму. В основном это были люди среднего достатка: крестьяне, ремесленники, казаки, купцы.
В книге «Обозрение Пермского раскола» (1863 год) опубликован рассказ крестьянина села Ильинского Егора Щетникова, вспоминавшего, что в годы его детства на реке Сепыч (в 40 км от д. Степанёнки) были многочисленные поселения бежавших из Москвы и Новгорода староверов, живших скитами человек по сто и обучавших местных крестьян грамоте. Крепостного права на территории истока Камы не было, не было и крупных землевладельцев. Основная масса крестьян имели по 10 — 15 десятин земли, что намного меньше, чем в других волостях.
Известно, что особенности материальной и духовной культуры старообрядцев определяются их религиозными убеждениями. Сколько сегодня потомков старообрядцев живет в округе подсчитать трудно, хотя многие из местных жителей по-прежнему называют себя кержаками, но религии предков не знают и обрядов не соблюдают.
За сто лет в пределах Степаненской сельской администрации произошли значительные изменения: количество деревень и починков в округе сократилось в три раза.
На основе архивных данных (Похозяйственная книга за 1928 год) в 1928 году в д. Степанёнки был 21 двор (21 хозяйство), в количестве 99 человек. Все жители деревни носили фамилию Казаковы. Самым старым жителем являлся Казаков Василий Филиппович 1830 года рождения. Самая старая улица деревни — это улица Мира. На этой улице селились первые жители.
В настоящее время о  Казаковых мало что известно, ясно лишь то что в деревне проживает одна или несколько семей, в основном остальные переехали в Воткинский район и г. Ижевск, о других ничего не слышно. 
1. ↑  Каталог населённых пунктов Удмуртской Республики. Численность постоянного населения на 1 января 2012 года